# Parlament von Victoria

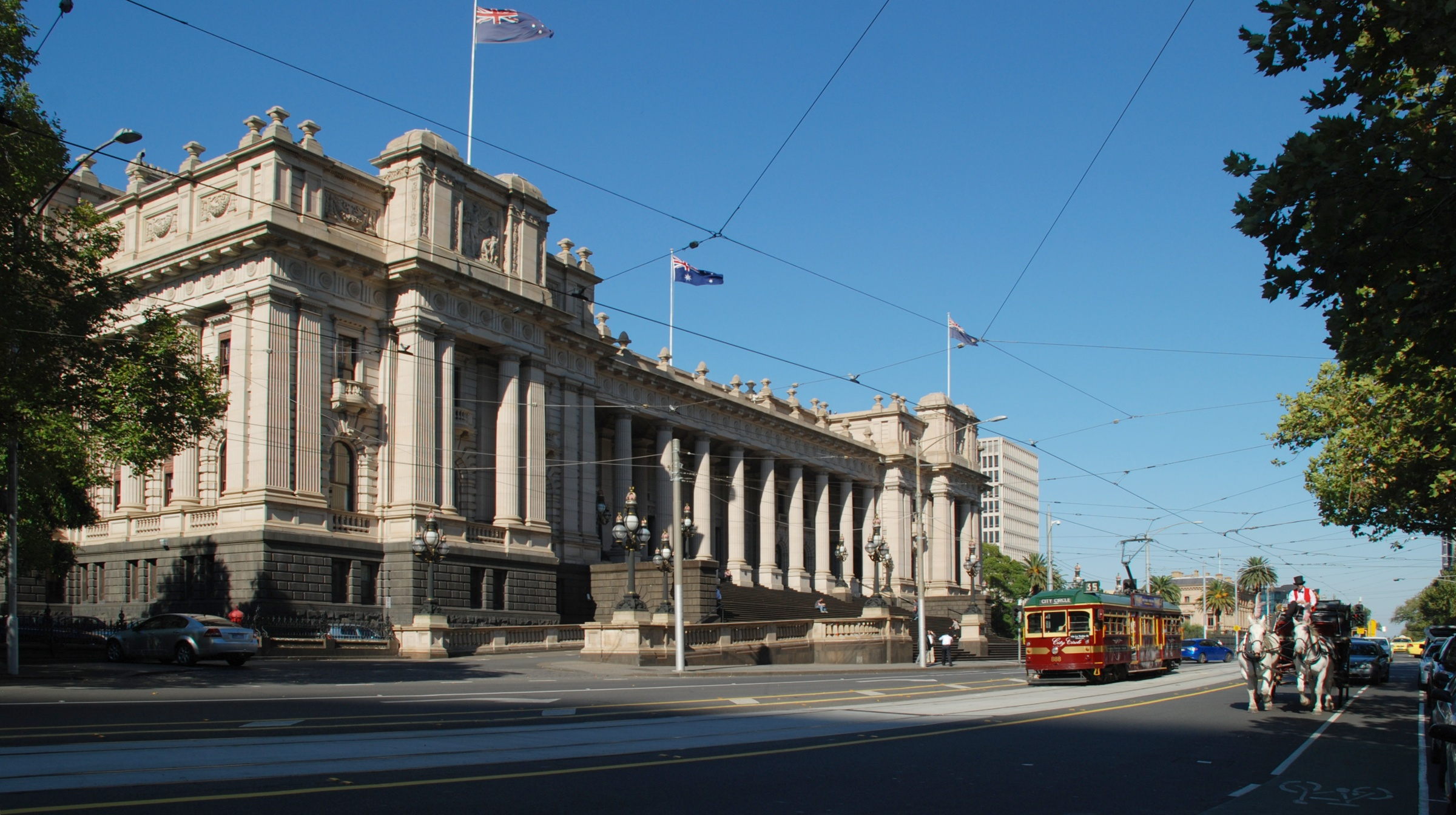
Sitz des Parlaments

Das Parlament von Victoria (engl. Parliament of Victoria) ist das legislative Organ der Regierung des australischen Bundesstaates Victoria. Es ist ein Zweikammerparlament und besteht aus drei Komponenten: dem König, dem Repräsentantenhaus, genannt Legislative Assembly (oder Unterhaus), und dem Senat (Oberhaus), die Legislative Council genannt. Der Führer der Staatsregierung ist der Premierminister von Victoria.

## Geschichte
Der British Act of Parliament (etwa: britisches Parlamentsgesetz), der die Kolonie Victoria von New South Wales trennte, wurde am 5. August 1850 von Queen Victoria unterschreiben. am 1. Juli 1851 wurde eine eigene Gesetzgebung ermöglicht, was vom Rat von New South Wales genehmigt wurde. Das war der Moment, in dem die Kolonie Victoria formell von New South Wales auf Grundlage des ersten Absatzes des Gesetzes getrennt wurde.
Trotzdem wurde das Parlament nicht vor 1856 eingerichtet, um eine vernünftige Regierung in Victoria zu beginnen. Der Sitz des Parlaments befindet sich seit dieser Zeit im Parliament House in Melbourne angesiedelt. Eine Ausnahme bilden die Jahre 1901–1927: In der Zeit wurde das Gebäude vom Bundesparlament genutzt und das Parlament von Victoria ist in das Royal Exhibition Building umgezogen.

## Befugnisse
Das Parlament darf alle Gesetze für den Staat Victoria in Australien verabschieden. Diese Befugnis ist nur den Beschränkungen unterworfen, die die Verfassung von Australien auferlegt. Sie legt fest, welche Angelegenheiten in die Gesetzgebung des Commonwealth oder der Bundesregierung fallen.
Die Partei oder Koalition mit den meisten Stimmen wird vom Gouverneur von Victoria mit der Regierungsbildung beauftragt. Der Gouverneur von Victoria ist der Stellvertreter des Monarchen (derzeit Charles III.) als Staatsoberhaupt in Victoria. Zu den vizeköniglichen Pflichten des Gouverneurs gehören die Eröffnung des Parlaments und das Unterzeichnen von Gesetzen, die das Parlament verabschiedet hat.